# Cicadulina dabrowskii
Cicadulina dabrowskii är en insektsart som beskrevs av Webb 1987. Cicadulina dabrowskii ingår i släktet Cicadulina och familjen dvärgstritar. Inga underarter finns listade i Catalogue of Life.